# ГЕС Анша
ГЕС Анша (安砂水电站) — гідроелектростанція на сході Китаю у провінції Фуцзянь. Використовує ресурс із річки Jiulong, лівої твірної Shaxi, котра в свою чергу є правою твірною Xixi (правий витік річки Міньцзян, яка впадає до Тайванської протоки у місті Фучжоу).
В межах проекту річку перекрили бетонною гравітаційною греблею висотою 92 метра та довжиною 133 метра. Вона утримує водосховище з площею поверхні 33 км2, об’ємом 640 млн м3 (корисний об’єм 440 млн м3) та нормальним рівнем на позначці 265 метрів НРМ (під час повені рівень може зростати до 267,5 метра НРМ, а об’єм – до 740 млн м3).
Машинний зал станції розташований на лівому березі трохи більше за сотню метрів від греблі. Тут встановили одну турбіну потужністю 75 МВт та дві з показниками по 20 МВт. Разом вони забезпечують виробництво 614 млн кВт-год електроенергії на рік.